# Nemosinga atra
Nemosinga atra là một loài nhện trong họ Araneidae.
Loài này thuộc chi Nemosinga. Nemosinga atra được Lodovico di Caporiacco miêu tả năm 1947.

## Phân loài
- Nemosinga atra bimaculata